# Joseph Mar Dionysius
Dionizy (ur. 15 czerwca 1956) – duchowny Malankarskiego Kościoła Ortodoksyjnego, w latach 2009–2022 biskup Kalkuty, od 2022 biskup Kollam. Sakrę biskupią otrzymał 19 lutego 2009. 